# Варли, Дэмьен
Дэмьен Варли (англ. Damien Varley; родился 29 октября 1983 года в Лимерике) — ирландский регбист, хукер, выступавший за клуб «Манстер» и сборную Ирландии.

## Карьера

### Клубная
Окончил колледж Сант-Манкин в Лимерике, в составе колледжа участвовал в турнире Munster Schools Senior Cup и выиграл его в 2002 году, занеся в турнире две попытки. Выпускник Университета Лимерика. В профессиональном регби дебютировал 5 мая 2006 года в матче Кельтской Лиги «Манстер» — «Оспрейз», выйдя на замену в составе «Манстера». 26 сентября 2008 года заключил однолетний контракт с «Лондон Уоспс», а на следующий день в матче против «Лестер Тайгерс» занёс попытку.
С сезона 2009/2010 и до конца карьеры Варли выступал за «Манстер». В сезоне 2009/2010 он провёл 22 игры, в том числе и дебютный матч Кубка Хейнекен против итальянского «Бенеттона» 17 октября 2009 года, где он вышел на замену. 16 ноября 2010 года на «Томонд Парке» он сыграл в тест-матче против сборной Австралии и помог «Манстеру» одержать историческую победу над «уоллабис» со счётом 15:6. В большом финале Лиги Магнерс 2011 года «Манстер» при участии Варли взял верх над «Ленстером» со счётом 19:9. В феврале 2013 года продлил контракт с клубом на два года, как капитан клуба вывел «Манстер» на полуфинальный матч 27 апреля 2014 года Кубка Хейнекен против «Тулона» (поражение 16:24).
Из-за травмы ноги в феврале 2015 года Варли завершил карьеру.

### В сборной
Варли был включён в заявку сборной Ирландии во время летнего турне 2010 года как резервный игрок на позицию Джерри Фланнери. Его же пригласили в команду «Новозеландские варвары» для проведения товарищеской встречи против сборной новозеландских маори, на что дал разрешение Ирландский регбийный союз, но Варли получил травму спины и покинул расположение команды. Через неделю он дебютировал за сборную Ирландии в игре против тех же маори, выйдя на замену, а потом провёл первый официальный тест-матч за Ирландию против Австралии. Осенью 2010 года он сыграл тест-матч против Аргентины. В августе 2011 года Варли был включён в расширенный список ирландской сборной: несмотря на предварительное исключение из состава, он всё-таки попал в окончательную заявку после травмы Джерри Фланнери. В январе 2012 года провёл матч за команду «Айрленд Вулхфаундс» (вторая сборная Ирландии) против команды «Ингленд Сэксонс» (вторая сборная Англии).
21 января 2013 Варли был вызван для подготовки к Кубку шести наций, 25 января снова сыграл за вторую сборную Ирландии против второй сборной Англии. 19 мая 2014 года включён в состав сборной для турне по Аргентине и 7 июня провёл первый в серии тест-матч против Аргентины, выйдя на замену.